# Kate Lundy
Pour les articles homonymes, voir Lundy.
Kate Alexandra Lundy, née le 15 décembre 1967  à Sydney, est une femme politique australienne.
À l'âge de vingt ans, en 1987 elle adhéra au Parti travailliste, où elle fut élue déléguée au Conseil de la branche du Parti travailliste australien (ACT) et déléguée à la Conférence de la branche du Parti travailliste australien (ACT) à partir de 1988.

## Premières responsabilités

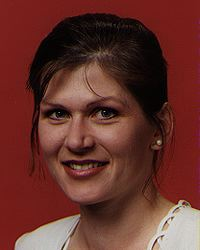
Kate Lundy peu après son élection au Parlement.

Kate Lundy a quitté l'école sans avoir terminé sa 11e année pour aller travailler sur un chantier de construction sans ne rien dire à ses parents. Là, elle fut élue déléguée syndicale et débuta, ainsi un mandat syndicaliste au sein du Syndicat industriel des ouvriers du bâtiment.

## Entrée au gouvernement
En 1996, agée de 28 ans, Lundy devint la plus jeune femme du Parti travailliste australien à être élue au parlement fédéral, dans le collège des collège des sénateurs du Territoire de la capitale australienne .

### Service parlementaire
Au Sénat elle a remplacé Bob McMullan  quand il fut nommé à la chambre basse lors de ces élections. Elle y fut élue au titre du Territoire de la capitale australienne en 1996, et réélue en 1998, 2001, 2004, 2007, 2010 et 2013, elle fut sénatrice chargée de trois ministères; ministre déléguée aux Affaires multiculturelles, délégué à l'Innovation et à l'Industrie et délégué à l'économie numérique . Le 24 mars 2015, elle présenta sa démission.

### Nominations parlementaires
Membre du Conseil consultatif des archives australiennes du 12 mars 2008 au 30 septembre 2010. Le 11 septembre 2010 Kate Lundy élue a été nommé secrétaire parlementaire pour l'Immigration et la Citoyenneté ainsi que secrétaire parlementaire du Premier ministre et du Cabinet dans le cadre du deuxième ministère Gillard d'origine. Lors d'un remaniement ultérieur en mars 2012, Lundy a été nommée ministre des Sports à la suite du départ à la retraite du sénateur Mark Arbib , et elle a également été nommée ministre des Affaires multiculturelles et ministre assistant le ministre de l'Industrie et de l'Innovation. Le 1er juillet 2013, dans le cadre du deuxième ministère Rudd, Lundy a conservé le portefeuille des affaires multiculturelles et a obtenu le portefeuille de ministre chargé de l'économie numérique. Don Farrell a été nommé ministre des Sports 

### Détail des mandats et fonctions politiques
- Secrétaire parlementaire du Premier ministre du 14 septembre 2010 au 5 mars 2012.
- Secrétaire parlementaire à l'Immigration et à la Citoyenneté du 14 septembre 2010 au 16 février 2011.
- Secrétaire parlementaire à l'Immigration et aux Affaires multiculturelles du 16 février 2011 au 5 mars 2012.
- Ministre des Sports du 5 mars 2012 au 1er juillet 2013.
- Ministre des Affaires multiculturelles du 5 mars 2012 au 18 septembre 2013.
- Ministre délégué à l'Industrie et à l'Innovation du 5 mars 2012 au 18 septembre 2013.
- Ministre délégué à l'économie numérique du 1er juillet 2013 au 18 septembre 2013.

## Fin des activités politiques
Le 26 novembre 2014, Lundy a annoncé qu'elle ne se représenterait pas aux élections fédérales de 2016. Elle a démissionné du Sénat le 24 mars 2015, et le lendemain, Katy Gallagher, la sixième Ministre en chef (Chief Minister) travailliste du Territoire de la capitale australienne (ACT) fut  nommée pour la remplacer.

## Récompenses
Kate Lundy a été très active sur la question de la régulation d'Internet, en s'opposant à la fois à la politique du gouvernement de Howard et à celle de son propre parti dans ce domaine. Elle a été très active sur la question de la réglementation d'Internet, s'opposant à la fois à la politique du gouvernement John Howard et à celle de son propre parti dans ce domaine.

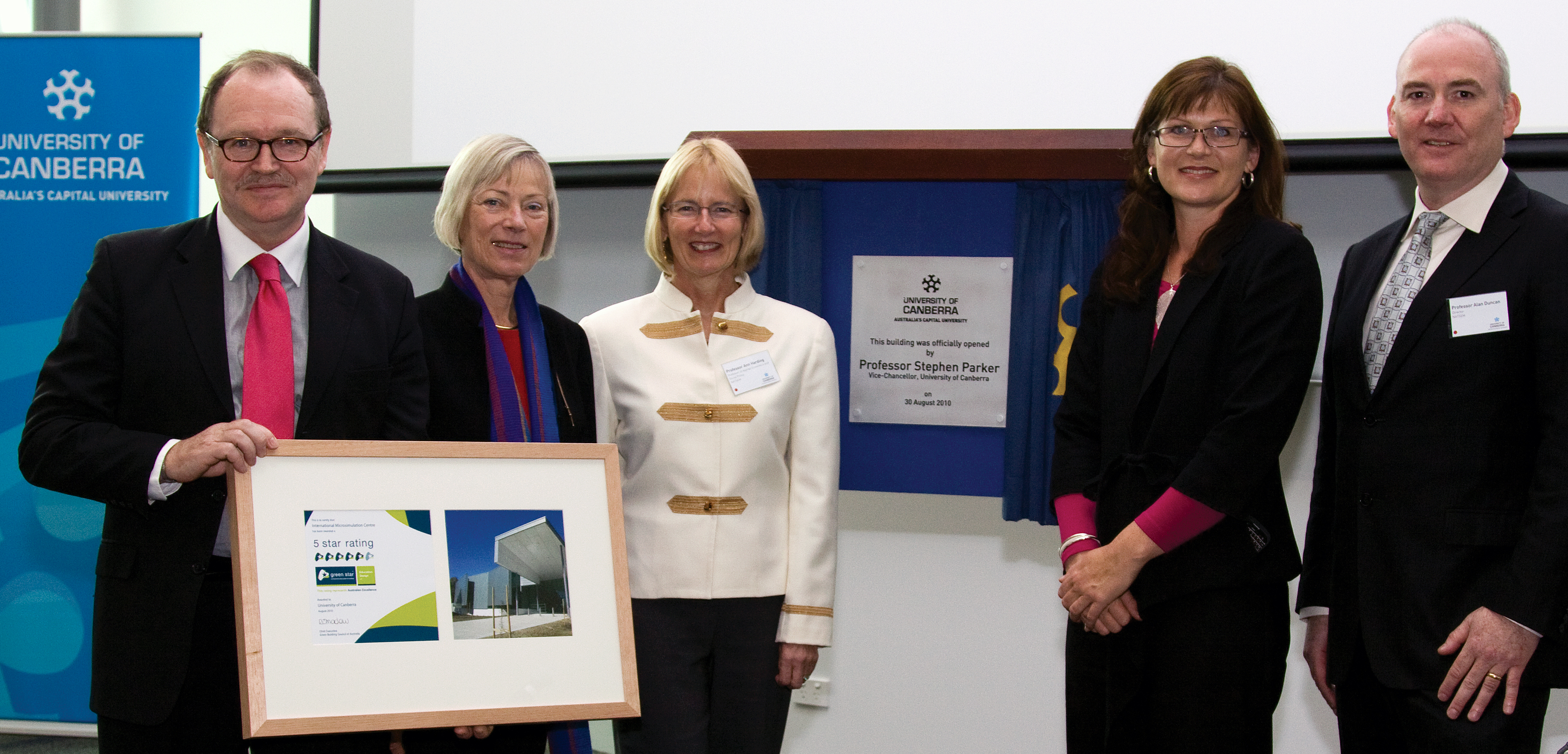
Sénatrice de l'ACT, Kate Lundy a assisté à la cérémonie d'ouverture de l'International Microsimulation Center University of Canberra le 30 août 2010.

En 2010, elle a remporté le Top 10 international des acteurs du changement dans le monde d'Internet et de la politique lors du 11e Forum mondial de la démocratie électronique qui s'est tenu à Paris, en France.
Kate Lundy est marraine  du Canberra Rowing Club et également de la  Fondation Pearcey, une organisation australienne dédiée à rehausser le profil de l'industrie australienne des technologies de l'information et des télécommunications. La fondation a été créée en 1998 et porte le nom de Trevor Pearcey , un ingénieur australien qui a dirigé l'équipe qui a créé CSIRAC , le premier ordinateur numérique d'Australie et l'un des premiers au monde.